# HD111709
HD111709 — хімічно пекулярна зоря спектрального класу A4, що має видиму зоряну величину в смузі V приблизно  9,3.
Вона  розташована на відстані близько 3507,1 світлових років від Сонця.

## Фізичні характеристики
Телескоп Гіппаркос зареєстрував фотометричну змінність  даної зорі з періодом    1,19 доби в межах від  Hmin= 9,39 до  Hmax= 9,31.